# Thoracophorus longicollis
Thoracophorus longicollis är en skalbaggsart som beskrevs av Victor Ivanovitsch Motschulsky 1860. Thoracophorus longicollis ingår i släktet Thoracophorus och familjen kortvingar. Inga underarter finns listade i Catalogue of Life.